# Boogie Down Productions
Pour les articles homonymes, voir BDP.
Boogie Down Productions (BDP) est un groupe de hip-hop américain, originaire du Bronx, New York.

## Biographie
Le nom du groupe, Boogie Down, provient d'un surnom du Bronx, l'une des cinq circonscriptions de New York. Le groupe a été l'un des pionniers de la fusion du reggae dancehall et du hip-hop. Leur premier album, Criminal Minded, contient des descriptions directes de la vie dans le sud du Bronx à la fin des années 1980, posant une partie des bases du gangsta rap. DJ Scott La Rock a été assassiné le 27 août 1987, quelques mois après la sortie de Criminal Minded.
Le groupe fut l'un des principaux acteurs de la Bridge War (en).

## Discographie

### Albums studio
- 1987 : Criminal Minded
- 1988 : By All Means Necessary
- 1989 : Ghetto Music: The Blueprint of Hip Hop
- 1990 : Edutainment
- 1992 : Sex and Violence

### Album live
- 1991 : Live Hardcore Worldwide

### Compilations
- 1997 : Man & His Music (Remixes from Around the World)
- 2001 : Best of B-Boy Records